# Savina Skisprungzentrum (Ljubno)
Die Schanzenanlage des Savina Skisprungzentrums in Ljubno besteht aus einer Normalschanze der Kategorie K 85 und drei kleinen Skisprungschanzen der Kategorien K 40, K 20, K 8. Die drei kleineren Schanzen liegen etwa 170 Meter südöstlich der Hauptschanze. Die Anlage ist auch unter der Bezeichnung Logarska dolina bekannt. 

## Geschichte
Die ersten Skisprungveranstaltungen fanden 1931 auf einem kleinen Sprunghügel aus Schnee statt. 1947 schloss man mit dem Konstrukteur der Großschanze Bloudkova velikanka in Planica, Stanko Bloudek, einen Vertrag zum Bau einer K 60-Schanze ab. Der Bau dauerte von 1949 bis 1952. Beim Bau der neuen K 60-Schanze halfen Leute aus dem Ort mit und örtliche Firmen unterstützten den Bau finanziell. 1953 kam Bloudek nach Ljubno und erzählte, dass er vom Verband in Ljubljana gerügt worden war, weil er eine große Schanze gebaut hatte und keine kleinere Anlage, wo die Jugend sich auf größere Schanzen vorbereiten konnte. Deshalb wurde im Jahr 1955 eine K 25-Schanze fertiggestellt. Bis 1962 wurden jährlich Skisprung-Wettbewerbe veranstaltet, dann sieben Jahre später wieder. Von 1969 bis 1973 wurden erneut keine Skispringen ausgetragen. Dann wurde ein Initiativverein gegründet, der ab 1973 wieder Springen auf der K 65-Schanze organisierte. Im gleichen Jahr begann man mit dem Bau einer K 18-Schanze, an der K 65-Schanze kam ein Kampfrichterturm hinzu und es wurden Profiländerungen sowie an der K 35-Schanze Reparaturarbeiten durchgeführt. Ein Jahr später waren alle Bauarbeiten bis auf den Kampfrichterturm fertig. 1975 stellte man den Kampfrichterturm an der K 35-Schanze fertig. Im Jahr 1978 gab es erste Pläne, die K 65- zu einer K 80-Schanze umzubauen.
Die K 18-Schanze wurde 1983 zur K 20 erweitert und mit Matten belegt. Zwei Jahre später wurde neben der K 20 eine K 8-Kinderschanze gebaut. Am Ende der Saison 1988/89 begannen Vorbereitungen für die Mattenbelegung der K 40-Schanze. Das Springerhaus wurde 1990 an den Mattenschanzen gebaut. Ende der 1990er Jahre wurde die K 65- zu einer K 85-Schanze erweitert. 2000 wurden die drei kleineren Schanzen ganz neu mit Matten belegt. Auf der K 85-Schanze werden seit 2006 jährlich Continental-Cup-Springen der Frauen sowie ab 2011 der Damen-Weltcup ausgetragen. Im Jahr 2015 wurde die große Schanze modernisiert. Hinzu kamen ein neuer Kampfrichterturm und ein Lift. Vor der Sommersaison 2021 wurde auch die Normalschanze mit Matten belegt.

## Technische Daten
| Normalschanze (HS 94) | Normalschanze (HS 94) |
| --------------------- | --- |
| Erbaut                | erste Schanze (K 60): 1952 Ende 1990er                                                                                     |
| Anlauf                | |
| Anlauflänge           | 77,38 m |
| Anlaufgeschwindigkeit | 86,4 km/h |
| Schanzentisch         | |
| Tischhöhe             | 2,10 m |
| Tischlänge            | 6,24 m |
| Aufsprung             | |
| Hillsize              | 94 m |
| Konstruktionspunkt    | 85 m |
| Juryweite             | 94 m |
| Auslauf               | |
| Länge des Auslaufs    | 108 m |
| Größe                 | |
| Schanzenrekord        | Herren – 95,0 m Timon Brglez (3. Februar 2024) Damen – 99,0 m Marita Kramer (24. Januar 2021) Tina Erzar (9. Februar 2023) |

## Internationale Wettbewerbe
Genannt werden alle von der FIS organisierten Sprungwettbewerbe.
| Datum             | Kategorie       | Schanze | 1. Platz                                                                  | 2. Platz                                                                   | 3. Platz                                                                  |
| ----------------- | --------------- | ------- | ------------------------------------------------------------------------- | -------------------------------------------------------------------------- | ------------------------------------------------------------------------- |
| 14. Januar 2006   | Continental Cup | HS93    | Anette Sagen                                                              | Lindsey Van                                                                | Jenna Mohr                                                                |
| 21. Januar 2006   | FIS Cup         | HS93    | Sašo Tadič                                                                | Andraž Pograjc                                                             | Manuel Poppinger                                                          |
| 22. Januar 2006   | FIS Cup         | HS93    | Sašo Tadič                                                                | Mitja Mežnar                                                               | Andraž Pograjc                                                            |
| 6. Februar 2007   | Continental Cup | HS95    | Ulrike Gräßler Lindsey Van                                                |                                                                            | Anette Sagen                                                              |
| 19. Januar 2008   | Continental Cup | HS95    | Wettkampf abgesagt                                                        | Wettkampf abgesagt                                                         | Wettkampf abgesagt                                                        |
| 20. Januar 2008   | Continental Cup | HS95    | Wettkampf abgesagt                                                        | Wettkampf abgesagt                                                         | Wettkampf abgesagt                                                        |
| 2. Februar 2008   | Continental Cup | HS95    | Wettkampf abgesagt                                                        | Wettkampf abgesagt                                                         | Wettkampf abgesagt                                                        |
| 3. Februar 2008   | Continental Cup | HS95    | Wettkampf abgesagt                                                        | Wettkampf abgesagt                                                         | Wettkampf abgesagt                                                        |
| 24. Januar 2009   | Continental Cup | HS95    | Magdalena Schnurr                                                         | Anette Sagen                                                               | Ulrike Gräßler                                                            |
| 25. Januar 2009   | Continental Cup | HS95    | Anette Sagen                                                              | Daniela Iraschko                                                           | Ulrike Gräßler                                                            |
| 28. Februar 2009  | FIS Cup         | HS95    | Dejan Judež                                                               | Stefan Hayböck                                                             | Sašo Tadič                                                                |
| 1. März 2009      | FIS Cup         | HS95    | Dejan Judež                                                               | Nejc Frank                                                                 | Elias Pfannenstill                                                        |
| 6. Februar 2010   | Continental Cup | HS95    | Daniela Iraschko                                                          | Ulrike Gräßler                                                             | Anette Sagen                                                              |
| 7. Februar 2010   | Continental Cup | HS95    | Daniela Iraschko                                                          | Ulrike Gräßler                                                             | Anette Sagen                                                              |
| 22. Januar 2011   | Continental Cup | HS95    | Daniela Iraschko                                                          | Eva Logar                                                                  | Maja Vtič                                                                 |
| 23. Januar 2011   | Continental Cup | HS95    | Daniela Iraschko                                                          | Juliane Seyfarth                                                           | Maja Vtič                                                                 |
| 11. Februar 2012  | Weltcup         | HS95    | Sarah Hendrickson                                                         | Sara Takanashi                                                             | Daniela Iraschko                                                          |
| 12. Februar 2012  | Weltcup         | HS95    | Sarah Hendrickson                                                         | Sara Takanashi                                                             | Jacqueline Seifriedsberger                                                |
| 16. Februar 2013  | Weltcup         | HS95    | Sara Takanashi                                                            | Sarah Hendrickson                                                          | Coline Mattel                                                             |
| 17. Februar 2013  | Weltcup         | HS95    | Sara Takanashi                                                            | Coline Mattel                                                              | Sarah Hendrickson                                                         |
| 14. Februar 2015  | Weltcup         | HS95    | Sara Takanashi                                                            | Daniela Iraschko-Stolz                                                     | Sarah Hendrickson                                                         |
| 15. Februar 2015  | Weltcup         | HS95    | Daniela Iraschko-Stolz Sara Takanashi                                     |                                                                            | Sarah Hendrickson                                                         |
| 13. Februar 2016  | Weltcup         | HS95    | Maja Vtič                                                                 | Sara Takanashi                                                             | Špela Rogelj                                                              |
| 14. Februar 2016  | Weltcup         | HS95    | Daniela Iraschko-Stolz                                                    | Maja Vtič                                                                  | Chiara Hölzl                                                              |
| 11. Februar 2017  | Weltcup         | HS95    | Maren Lundby                                                              | Daniela Iraschko-Stolz                                                     | Katharina Althaus                                                         |
| 12. Februar 2017  | Weltcup         | HS95    | Katharina Althaus                                                         | Carina Vogt                                                                | Svenja Würth                                                              |
| 27. Januar 2018   | Weltcup         | HS94    | Maren Lundby                                                              | Katharina Althaus                                                          | Sara Takanashi                                                            |
| 28. Januar 2018   | Weltcup         | HS94    | Daniela Iraschko-Stolz                                                    | Maren Lundby                                                               | Katharina Althaus                                                         |
| 8. Februar 2019   | Weltcup         | HS94    | Maren Lundby                                                              | Sara Takanashi                                                             | Urša Bogataj                                                              |
| 9. Februar 2019   | Weltcup         | HS94    | DeutschlandCarina Vogt Anna Rupprecht Juliane Seyfarth Katharina Althaus  | SlowenienJerneja Brecl Špela Rogelj Nika Križnar Urša Bogataj              | ÖsterreichJacqueline Seifriedsberger Lisa Eder Chiara Hölzl Eva Pinkelnig |
| 10. Februar 2019  | Weltcup         | HS94    | Sara Takanashi                                                            | Maren Lundby                                                               | Juliane Seyfarth                                                          |
| 3. August 2019    | FIS Cup         | HS94    | Stefan Rainer                                                             | Tjaš Grilc                                                                 | Casey Larson                                                              |
| 3. August 2019    | FIS Cup         | HS94    | Urša Bogataj                                                              | Nika Križnar                                                               | Špela Rogelj                                                              |
| 4. August 2019    | FIS Cup         | HS94    | Jernej Presečnik                                                          | Tjaš Grilc                                                                 | Casey Larson                                                              |
| 4. August 2019    | FIS Cup         | HS94    | Nika Križnar                                                              | Urša Bogataj                                                               | Jerneja Brecl                                                             |
| 22. Februar 2020  | Weltcup         | HS94    | ÖsterreichDaniela Iraschko-Stolz Marita Kramer Eva Pinkelnig Chiara Hölzl | SlowenienNika Križnar Špela Rogelj Katra Komar Ema Klinec                  | NorwegenAnna Odine Strøm Thea Minyan Bjørseth Silje Opseth Maren Lundby   |
| 23. Februar 2020  | Weltcup         | HS94    | Maren Lundby                                                              | Eva Pinkelnig                                                              | Nika Križnar                                                              |
| 23. Januar 2021   | Weltcup         | HS94    | SlowenienEma Klinec Špela Rogelj Urša Bogataj Nika Križnar                | NorwegenEirin Maria Kvandal Thea Minyan Bjørseth Silje Opseth Maren Lundby | ÖsterreichDaniela Iraschko-Stolz Lisa Eder Chiara Hölzl Marita Kramer     |
| 24. Januar 2021   | Weltcup         | HS94    | Eirin Maria Kvandal                                                       | Ema Klinec                                                                 | Marita Kramer                                                             |
| 31. Dezember 2021 | Weltcup         | HS94    | Nika Križnar                                                              | Marita Kramer                                                              | Ema Klinec                                                                |
| 1. Januar 2022    | Weltcup         | HS94    | Sara Takanashi                                                            | Urša Bogataj                                                               | Marita Kramer                                                             |
| 31. Dezember 2022 | Weltcup         | HS94    | Anna Odine Strøm                                                          | Eva Pinkelnig                                                              | Katharina Althaus                                                         |
| 1. Januar 2023    | Weltcup         | HS94    | Eva Pinkelnig                                                             | Anna Odine Strøm                                                           | Selina Freitag                                                            |
| 27. Januar 2024   | Weltcup         | HS94    | Eva Pinkelnig                                                             | Nika Prevc                                                                 | Alexandria Loutitt                                                        |
| 28. Januar 2024   | Weltcup         | HS94    | Nika Prevc                                                                | Eva Pinkelnig                                                              | Nika Križnar                                                              |
| 15. Februar 2025  | Weltcup         | HS94    | Nika Prevc                                                                | Selina Freitag                                                             | Thea Minyan Bjørseth                                                      |
| 16. Februar 2025  | Weltcup         | HS94    | Nika Prevc                                                                | Selina Freitag                                                             | Lisa Eder                                                                 |

## Weblink
- Savina Skisprungzentrum (Ljubno) auf Skisprungschanzen.com